# Matěj Jurásek
Matěj Jurásek (Karviná, 30 de agosto de 2003) es un futbolista checo que juega en la demarcación de extremo para el Norwich City F. C. de la EFL Championship.

## Selección nacional
Tras jugar con las categorías inferiores de la selección, finalmente el 26 de marzo de 2024 hizo su debut con la selección de República Checa en un partido amistoso contra Armenia que finalizó con un resultado de 2-1 a favor del combinado checo tras los goles de Edgar Sevikyan para Armenia, y de Ladislav Krejčí y Tomáš Chorý para el combinado checo.

### Participaciones en Eurocopas
| Copa          | Sede     | Resultado    | Partidos | Goles |
| ------------- | -------- | ------------ | -------- | ----- |
| Eurocopa 2024 | Alemania | Primera fase | 2        | 0     |

## Clubes
| Club                                | País            | Año       | Partidos | Goles |
| ----------------------------------- | --------------- | --------- | -------- | ----- |
| SK Slavia Praga II                  | República Checa | 2020      | 7        | 4     |
| SK Slavia Praga                     | República Checa | 2020      | 3        | 0     |
| FC Sellier & Bellot Vlašim (cedido) | República Checa | 2021      | 14       | 1     |
| MFK Karviná (cedido)                | República Checa | 2021      | 9        | 1     |
| FC Sellier & Bellot Vlašim (cedido) | República Checa | 2022      | 16       | 2     |
| SK Slavia Praga II                  | República Checa | 2022-2023 | 6        | 2     |
| SK Slavia Praga                     | República Checa | 2022-2025 | 88       | 17    |
| Norwich City F. C.                  | Inglaterra      | 2025-     | 2        | 0     |

## Palmarés

### Títulos nacionales
| Título                     | Club               | País            | Año  |
| -------------------------- | ------------------ | --------------- | ---- |
| Copa de la República Checa | S. K. Slavia Praga | República Checa | 2023 |